# Ребристая кандойа
Ребристая кандойа, или килеваточешуйчатый тихоокеанский удав (лат. Candoia carinata) — вид змей подсемейства удавов. Редкий и плохо изученный вид.

## Внешний вид и строение
Длина около метра. Могут иметь серовато-оливковую, желтоватую или светло-коричневую окраску. На спине широкая коричневая полоса в форме зигзага.

## Распространение и подвиды
Известно два подвида ребристой кандойи:
Подвид Candoia carinata carinata обитает от острова Сулавеси и Молуккских островов до Новой Гвинеи и архипелагов Токелау и Бисмарка.
Подвид Candoia carinata paulsoni (Srull, 1956) встречается на Соломоновых островах и островах Санта-Круз.

## Питание и образ жизни
Умеет лазать по деревьям. Питается некрупными позвоночными. Ведёт ночной образ жизни.

## Размножение
Ребристая кандойа яйцеживородяща.